# Thijs Slegers
Thijs Slegers (Geldrop, 30 december 1976 – Veldhoven, 27 maart 2023) was een Nederlands persvoorlichter en sportjournalist.

## Loopbaan
PSV stelde Slegers in juni 2015 aan om per 1 juli 2015 Jeroen van den Berk op te volgen als manager perszaken. Daarvoor werkte hij als sportjournalist voor het tijdschrift Voetbal International, onder meer als 'clubwatcher' van diezelfde club. Ook gaf hij in het gelijknamige televisieprogramma (thans Voetbal Inside) regelmatig uitleg rondom nieuws over PSV. Slegers was eerder ook PSV-watcher voor De Telegraaf. Hij schreef de biografie van Andy van der Meijde: Geen Genade (2012).

## Privé
In het voetbalprogramma FC Onder Ons van Omroep Brabant gaf Slegers aan supporter te zijn van Helmond Sport. Tevens was hij in zijn vrije tijd trainer van het vierde elftal van RKSV Heeze. Slegers was woonachtig in Veldhoven.

## Ziekte en overlijden
In augustus 2017 werd hij getroffen door een herseninfarct. Eind oktober 2020 werd hij getroffen door acute leukemie. Slegers kreeg in 2022 een stamceltransplantatie. De ingreep slaagde, maar begin februari 2023 liet Slegers via sociale media weten dat de afstoting die volgde niet te stoppen was en dat hij was uitbehandeld. Op 27 maart 2023 werd bekend dat Slegers op 46-jarige leeftijd was overleden aan de gevolgen van zijn ziekte.